# Oulastrea crispata
Oulastrea crispata (Lamarck, 1816) è una specie di madrepora. È l'unica specie del genere Oulastrea e della famiglia Oulastreidae..

## Descrizione
Oulastrea crispata è una corallo ermatipico coloniale. Le colonie si sviluppano a forma di plocoide, o incrostanti o in piccoli massi e solitamente sono di piccole dimensioni (qualche centimetro), ma possono anche superare i 10 cm. La specie è detta anche "corallo zebra" per la sua caratteristica distintiva di avere uno scheletro di colore marrone scuro/nero con setti radiali bianchi. I polipi hanno molti tentacoli lunghi e sottili e sono di colore brunastro, a volte con una sfumatura verdastra e una bocca verde brillante.
I coralliti sono di forma arrotondata e dimensioni uniformi che variano da 4 a 7 mm. I setti, sono in numero di 30-40 la metà dei quali raggiungono la columella. I lobuli paliformi sono raramente sviluppati.
Questa specie di solito cresce sul substrato roccioso nella zona infralitorale e talvolta nella zona intertidale a profondità di 10–20 m. Solitamente vivono in simbiosi con la zooxanthellae Symbiodinium.

## Distribuzione e habitat
Sono diffuse nell'Indo-Pacifico centrale, lungo le coste dell'Asia sud-orientale fino alla regione temperata del Giappone centrale. Il suo limite più settentrionale è stato rilevato nell'isola di Sado (Giappone). Può sopravvivere in condizioni ambientali molto rigide, come forte insolazione, elevata copertura algale, bassa salinità e basse temperature.

## Tassonomia
La classificazione del genere Oulastrea ha subito nel tempo diverse variazioni: inizialmente venne classificato nella famiglia Faviidae, poi nella famiglia Incertae sedis, quindi a partire dal 2013, nella famiglia monospecifica delle Oulastreidae.